# Ріпаковий шріт
Ріпаковий шріт — вид шроту, одержуваний при екстракції з попередньо обробленого насіння ріпаку із застосуванням додаткової волого-теплової обробки. Шріт ріпаку — багате джерело мінеральних речовин, таких, як кальцій, залізо, фосфор, марганець, цинк. Також він містить достатній вміст холіну, біоніна, фолієвої кислоти, ніацину.

## Застосування
Ріпаковий шріт призначений для кормових цілей шляхом безпосереднього введення в раціон тваринам і для виробництва комбікормової продукції. Включення ріпакового шроту в раціон тварин — один із ключових факторів інтенсифікації тваринництва, особливо птахівництва та свинарства.